# Голендри (Люблінське воєводство)
Голендри (пол. Holendry) — село в Польщі, у гміні Дубенка Холмського повіту Люблінського воєводства. Населення — 33 особи (2011).

## Історія
За даними етнографічної експедиції 1869—1870 років під керівництвом Павла Чубинського, у селі проживали греко-католики, які розмовляли українською мовою.
21-25 червня 1947 року під час операції «Вісла» польська армія виселила з Голендрів на приєднані до Польщі північно-західні терени 6 українців. У селі залишилося 29 поляків.
У 1975—1998 роках село належало до Холмського воєводства.

## Демографія
Демографічна структура станом на 31 березня 2011 року:
|          | Загалом | Допрацездатний вік | Працездатний вік | Постпрацездатний вік |
| -------- | ------- | ------------------ | ---------------- | -------------------- |
| Чоловіки | 15      | 3                  | 10               | 2                    |
| Жінки    | 18      | 1                  | 9                | 8                    |
| Разом    | 33      | 4                  | 19               | 10                   |